# Jiangsu Wuxi Football Club (féminines)
Le Jiangsu Wuxi Football Club (en chinois : 江苏女子足球俱乐部) est un club chinois féminin de football fondé en 1998 et basé dans la ville de Nankin. Il est actuellement nommé Jiangsu Yinhao FC pour des raisons de naming.

## Histoire
L'équipe est fondée à l'initiative du gouvernement provincial et du bureau provincial des sports, et s'inscrit en Premier League chinoise, terminant à la neuvième place en 2001. Après que le championnat ait été renommé Super League féminine, le club termine quatrième en 2005, deuxième en 2008 avant d'être sacré champion en 2009.
Entre les saisons 2011 et 2014, le tournoi est rebaptisé Ligue nationale de football féminin, interrompant la procédure de promotion et de relégation en raison du manque d'équipes et de joueuses disponibles. Dans cette période, l'équipe obtient son meilleur résultat en 2012, se classant deuxième derrière les championnes, Dalian Shide, égalant ainsi la performance de l'édition 2008.
Au fil des ans, l'équipe fournit à l'équipe nationale chinoise plusieurs joueuses, dont Song Xiaoli, Zhang Yanru, Weng Xinzhi, Zhou Gaoping et Ma Jun.
En 2015, l'Association chinoise de football décide de relancer le tournoi, revenant à la désignation de Super League féminine, en reconstituant une deuxième division affiliée, la CWFL.
En mars 2016, le Suning Commerce Group annonce l'acquisition de l'équipe, ce qui en fait la section féminine du Jiangsu Suning FC.
Dans le cadre de l'amélioration de ses effectifs, la direction de l'entreprise convainc l'internationale norvégienne Isabell Herlovsen, quadruple championne de Norvège avec LSK Kvinner et meilleure buteuse du championnat de Norvège 2016, de venir au Jiangsu Suning, rejoignant ainsi l'autre étrangère de l'équipe, la Brésilienne Gabi Zanotti. Cette opération s'avère bénéfique, le club  décrochant la troisième place à l'issue de la saison 2017. La saison 2018 voit la signature de l'internationale malawite Tabitha Chawinga, qui évoluait en première division suédoise, et qui malgré son titre de meilleure buteuse de la saison 2017 (avec 26 buts) n'a pu éviter la relégation du son club de Kvarnsvedens. Avec cette recrue, l'effectif fait une nouvelle plus-value qualitative, et Chawinga se place en tête du classement des buteurs dès la mi-saison. Elle est ensuite rejointe par l'internationale ghanéenne Elizabeth Addo en 2019. Le duo aide Jiangsu à remporter un quadruplé lors de la saison 2019. Le club termine également deuxième du championnat de l'AFC 2019.
Le 28 février 2021, la société mère Suning Holdings Group annonce que ses opérations cessent immédiatement, en même temps qu'avec les équipes masculines et juniors. La propriété du club féminin est restituée à l'Administration du sport de Jiangsu. Le club termine vice-champion en 2021.

## Stade
Le club joue ses matchs à domicile au stade Wutaishan.

## Réalisations
- Super Ligue chinoise
  - Champion (2) : 2009, 2019
- Championnat national chinois (全国女子足球锦标赛)
  - Champion (2) : 2018, 2019
- Coupe de Chine (中国女子足协杯)
  - Champion (3) : 2017, 2018, 2019
- Supercoupe de Chine (中国女子超级杯)
  - Champion (1) : 2019
- Championnat des clubs de l'AFC
  - Vice-champion (1) : 2019